# Рутсвайлер-ан-дер-Лаутер
Рутсвайлер-ан-дер-Лаутер (нем. Rutsweiler an der Lauter) — община в Германии, в земле Рейнланд-Пфальц. 
Входит в состав района Кузель. Подчиняется управлению Вольфштайн.  Население составляет 367 человек (на 31 декабря 2010 года). Занимает площадь 4,32 км².

Рутсвайлер-ан-дер-Лаутер